# Kleintauschwitz
Kleintauschwitz ist ein Weiler von Schmölln im Landkreis Altenburger Land in Thüringen. Er gehörte bis zum 31. Dezember 2018 zur Gemeinde Altkirchen.

## Lage
Kleintauschwitz befindet sich südöstlich von Altkirchen mit einer Verbindungsstraße zur Kreisstraße 518. Der Weiler liegt im Altenburg-Zeitzer Lösshügelland.

## Geschichte
Im Jahre 1336 fand die urkundliche Ersterwähnung des Weilers statt. Kleintauschwitz gehörte zum wettinischen Amt Altenburg, welches ab dem 16. Jahrhundert aufgrund mehrerer Teilungen im Lauf seines Bestehens unter der Hoheit folgender Ernestinischer Herzogtümer stand: Herzogtum Sachsen (1554 bis 1572), Herzogtum Sachsen-Weimar (1572 bis 1603), Herzogtum Sachsen-Altenburg (1603 bis 1672), Herzogtum Sachsen-Gotha-Altenburg (1672 bis 1826). Bei der Neuordnung der Ernestinischen Herzogtümer im Jahr 1826 kam der Ort wiederum zum Herzogtum Sachsen-Altenburg.
Nach der Verwaltungsreform im Herzogtum gehörte Kleintauschwitz bezüglich der Verwaltung zum Ostkreis (bis 1900) bzw. zum Landratsamt Ronneburg (ab 1900). Das Dorf gehörte ab 1918 zum Freistaat Sachsen-Altenburg, der 1920 im Land Thüringen aufging. 1922 kam es zum Landkreis Altenburg.
Am 1. April 1938 wurde Kleintauschwitz nach Röthenitz eingemeindet. Bei der zweiten Kreisreform in der DDR wurden 1952 die bestehenden Länder aufgelöst und die Landkreise neu zugeschnitten. Somit kam Kleintauschwitz als Ortsteil von Röthenitz mit dem Kreis Schmölln an den Bezirk Leipzig; jener gehörte seit 1990 als Landkreis Schmölln zu Thüringen und ging bei der thüringischen Kreisreform 1994 im Landkreis Altenburger Land auf. Mit der Eingliederung der Gemeinde Röthenitz in die Gemeinde Altkirchen wurde Kleintauschwitz am 5. August 1961 ein Ortsteil von Altkirchen. 2023 lebten in dem Weiler zwei Personen. Mit der Eingemeindung von Altkirchen nach Schmölln gehört Kleintauschwitz seit dem 1. Januar 2019 zur Stadt Schmölln.

## Wirtschaft
In Kleintauschwitz befindet sich ein Betriebsteil der Agrargenossenschaft Altenburger Land Dobitschen e.G. mit einer Schweinemastanlage und einer Biogasanlage.